# Charliepapa
Charliepapa é uma banda de pop rock, rock e folk venezuelana formada em Mérida no ano 2001 por Mattia Medina (guitarra e voz), Osheye Rebolledo (baixo e coros) e Felix Hoffmann (bateria). Jonathan Bellomo eventualmente se juntou.

## História
Em 2009 Charliepapa participou no Festival Nuevas Bandas, um dos festivais mais prestigiosos de Venezuela, no qual obtêm uma menção honorífica.
A banda conseguiu duas nominaciones aos Latin Grammy 2015 a "Álbum Rock do Ano" com seu disco Y/O e "Canção Rock do ano" com sua canção Astrómetra.

## Membros
- Mattia Medina (guitarra e voz)
- Osheye Rebolledo (baixo e coros)
- Felix Hoffmann (bateria)
- Jonathan Bellomo (guitarra)

## Discografía
- Quinta Giuliana (2008)
- 20000 Léguas Cuadriláteras (2011)
- Y/O (2015)